# AN/ALQ-218

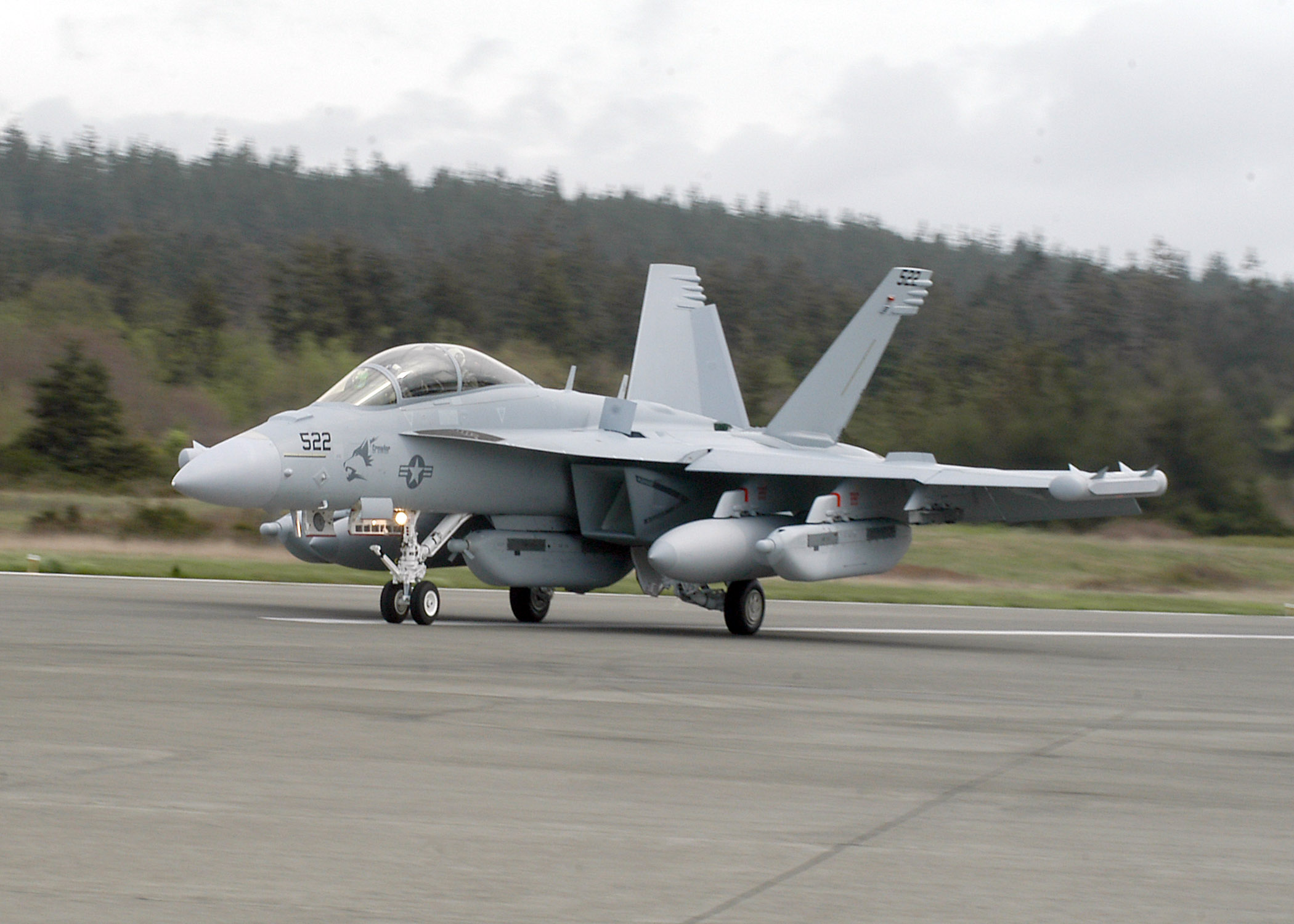
Ein Teil des AN/ALQ-218-Systems ist bei der EA-18G Growler in Form von zwei Flügelspitzenbehältern zu sehen

Das AN/ALQ-218 ist ein luftgestütztes System für Elektronische Gegenmaßnahmen und Elektronische Aufklärung auf mittlere Entfernung. Es wird von dem US-Konzern Northrop Grumman produziert.

## Beschreibung
Das ALQ-218, auch „Tactical Jamming System Receiver“ (TJSR) genannt, wurde speziell für den kooperativen Einsatz mit dem AN/ALQ-99 konzipiert. Es verfügt über eine Vielzahl von Empfängermodulen, darunter auch einige Interferometer, welche Radarsignale aus dem gesamten Luftraum erfassen können. Durch ein komplexes Signalverarbeitungssystem können die Standorte der Emitter mit sehr hoher Genauigkeit bestimmt werden, auch wenn diese nur sehr kurze und komprimierte Signale aussenden. Die gewonnenen Geodaten werden anschließend unverzüglich an starke Abstandsstörsysteme, bevorzugt an das ALQ-99, weitergegeben. Das ALQ-218 kann aber auch selbstständig feindliche Radaremitter stören. Aufgrund der verhältnismäßig geringen Sendeleistung ist das System jedoch auf Radare spezialisiert, welche Frequenzspreizung als ECCM-Maßnahme einsetzen. Das Störungsmuster kann so angepasst werden, dass Radarsysteme von freundlichen Flugzeugen für kurze Zeit unbeeinflusst arbeiten können. Das ALQ-218 befindet sich seit 2006 im Dienst, wobei bis heute (März 2008) über 15 Systeme ausgeliefert wurden.

## Plattformen
- EA-6B Prowler
- EA-18G Growler

## Technische Daten
- Frequenzbereich: 0,06–40 GHz
- Winkelgenauigkeit: 2°
- Entfernungsmessungenauigkeit: 5–10 % Abweichung
- Stückpreis: ca. 18 Mio. US-Dollar